# Javier Zapata
Zapata  Villada est un nom espagnol. Le premier nom de famille, en général paternel, est Zapata ; le second, en général maternel, souvent omis, est Villada.
Pour les articles homonymes, voir Zapata.
Javier de Jesús Zapata Villada est un coureur cycliste colombien, né le 16 octobre 1969 à Itagüí (département d'Antioquia).

## Palmarès
- 1993
  -   Médaillé d'argent du championnat de Colombie sur route
- 1994
  -   Médaillé d'argent du championnat de Colombie sur route
  -   Médaillé d'argent du championnat de Colombie du contre-la-montre
- 1996
  -   Médaillé d'argent du championnat de Colombie sur route
- 1997
  - Tour du Venezuela
  -   Médaillé de bronze du championnat de Colombie du contre-la-montre
- 1999
  - 1re étape du Clásico RCN
  -   Médaillé d'argent du championnat de Colombie du contre-la-montre
- 2000
  - 4e étape du Tour d'Argentine
- 2001
  - 5e étape du Tour de Colombie
  -  Médaillé d'argent des championnats panaméricains du contre-la-montre
  -  Médaillé de bronze des championnats panaméricains sur route
- 2003
  - 6e étape du Clásico RCN
- 2004
  - Doble Sucre Potosi GP
    - Classement général
    - 1re et 4e étapes

  - 5e étape du Clásico RCN
  - Doble Copacabana Grand Prix Fides
    - Classement général
    - 1re, 3e et 6e étapes
- 2005
  - 4e étape du Tour de Colombie
  - 2e et 4e étapes du Clásico RCN
  - 2e étape du Doble Copacabana Grand Prix Fides
  -   Médaillé d'argent du championnat de Colombie du contre-la-montre
- 2006
  - 10e étape du Tour de Colombie (Clm par équipes)
  - 2e et 5eb étapes du  Doble Copacabana Grand Prix Fides
  - 3e du Clásico RCN
- 2007
  - Prologue du Clásico RCN
  - Tour de Virginie (en)
  - 2e du Doble Copacabana Grand Prix Fides
- 2008
  - 7ea étape du Tour de Bolivie
- 2009
  -  Médaillé de bronze du championnat de Colombie du contre-la-montre

## Résultats sur les championnats

### Jeux olympiques
| Une participation. - Atlanta 1996 : 84e au classement final. | Une participation. - Atlanta 1996 : 37e au classement final. |

### Championnats du monde professionnels
| 1 participation. - 1993 : Abandon. | 1 participation. - 1995 : 17e au classement final. |

### Championnats panaméricains
| 1 participation. - Medellín 2001 : Troisième de l'épreuve. | 2 participations. - 1997 : Deuxième de l'épreuve. - Medellín 2001 : Deuxième de l'épreuve. |

## Classements mondiaux
| Année            | 2005 | 2006 | 2007 | 2008 | 2009 |
| ---------------- | ---- | ---- | ---- | ---- | ---- |
| UCI America Tour | 16e  | 50e  | 68e  | 93e  | 247e |